# Villaflores (Meksyk)
Villaflores – miasto w Meksyku, w stanie Chiapas.